# Magdalena Montezuma
Magdalena Montezuma am Bochumer Schauspielhaus, 1974

Link zum Bild

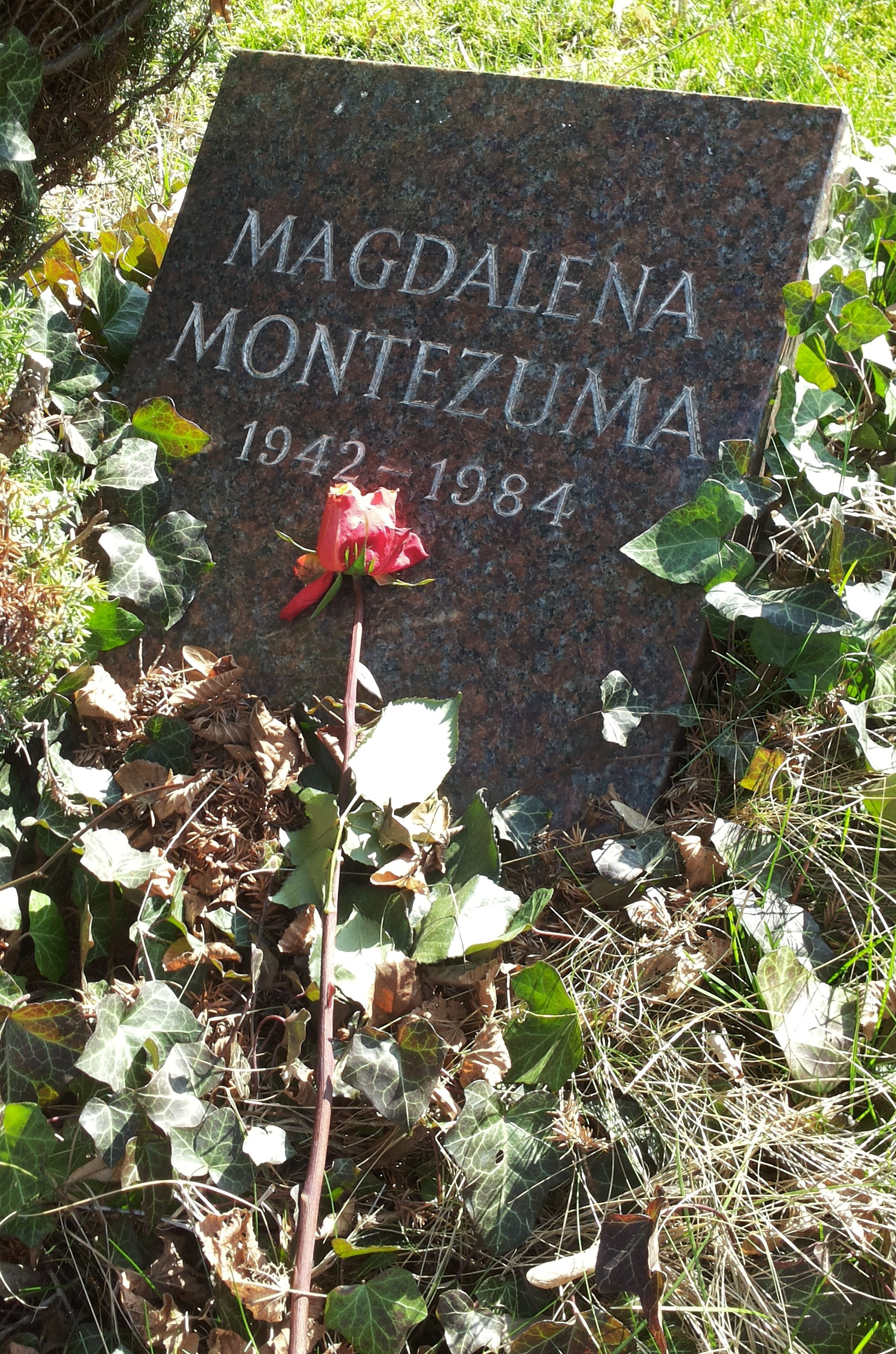
Grab von Magdalena Montezuma

Magdalena Montezuma (* 2. Oktober 1942 in Dresden als Luise Erika Kluge; † 15. Juli 1984 in Berlin) war eine deutsche Schauspielerin und Szenenbildnerin.

## Leben
Nachdem sie ihr Germanistikstudium an der Universität Heidelberg abgebrochen hatte, lernte sie 1968 den Regisseur Werner Schroeter kennen, der mit Rosa von Praunheim als ihr Entdecker gilt. Unter ihrem Künstlernamen, den sie nach einer Figur aus dem amerikanischen Fotoroman Little Me wählte, wurde sie zu einer Hauptdarstellerin seiner avantgardistischen Filme. Ihre Rollen experimentierten oft mit den Vorstellungsmöglichkeiten des Publikums, so als SS-Obersturmbannführerin in Der Bomberpilot oder als glatzköpfiger Herodes in Salome. Die Filmkritiker Adolf Heinzlmeier und Berndt Schulz schrieben über sie:

„Sie legte sich auf einen einzigen Ausdruck fest und steigerte ihn zum mystischen Erlebnis. Mondsüchtig und selbstverzückt deklamierte sie und schwamm blaß, monumental, leidenschaftlich mit großen, stilisierten Gesten durch barocke, angstschwere, glücksschwere, sehnsuchtsschwangere Filme, die nicht aufhören. Die Kamera kniete vor ihr. So wurde sie zur archaischen Kult-Statue des Avantgarde-Films.“

Montezuma wirkte 1971 in Rosa von Praunheims Film Macbeth Oper von Rosa von Praunheim mit, der im Programm der documenta 5 gezeigt wurde. Später arbeitete sie auch für andere Regisseure des Neuen Deutschen Films, besonders Rainer Werner Fassbinder.
Ihr Bühnendebüt gab sie am 28. Mai 1972 in einer Inszenierung Schroeters von Emilia Galotti im Malersaal des Deutschen Schauspielhauses in Hamburg. Später spielte sie mehrmals am Schauspielhaus Bochum und am Schauspiel Frankfurt, wobei sie sich, wie schon in Schroeters Filmen, auch an der Ausstattung beteiligte.
Magdalena Montezuma, die vorübergehend eine Kultfigur der alternativen Szene war, litt seit 1982 an Krebs, dem sie 41-jährig erlag. Der Filmproduzent Peter Berling erinnert sich:

„1986 [sic!] traf Schroeter der Verlust von Magdalena. Der Krebs der Montezuma war zu spät erkannt worden, jahrelang zog sich der Kampf hin. Als sie wußte, daß es zu Ende ging, wünschte sie sich, auf dem Set zu sterben. Viele Freunde trugen zum Zustandekommen des Requiems »Der Rosenkönig« bei. Elfi Mikesch schuf Bilder von atemberaubender Schönheit, Magdalena war von Antonio Orlando und Mustafa [Djadja], den jungen Freunden umgeben, aber sie starb nicht während der Dreharbeiten in Portugal, sondern erst 14 Tage später in München [sic!].“

Der nach ihrem Tod durch Schroeter fertiggestellte Film Der Rosenkönig wurde ihr gewidmet. Ihre letzte Ruhestätte fand sie auf dem Friedhof an der Bergmannstraße in Berlin. Die Grabstelle befindet sich in der Abt. 12-11-07 (Magdalena) des Kirchhofs der Jerusalems- und Neuen Kirchengemeinde. 2015 wurde ihr Grabstein auf die Grabstelle von Werner Schroeter verbracht. Schroeter war nach seinem Tod in Kassel im Jahre 2010 auf dem Friedhof an der Bergmannstraße beigesetzt worden. Magdalena Montezumas Grabstelle besteht jedoch fort und wurde bisher nicht eingeebnet.

## Filmografie
| - 1968: Grotesk – burlesk – pittoresk - 1968: Neurasia - 1968: Argila - 1969: Eika Katappa - 1969: Nicaragua - 1970: Anglia (nicht aufgeführt) - 1970: Niklashauser Fart (Fernsehfilm) - 1970: Der Bomberpilot (Fernsehfilm) - 1971: Rio das Mortes - 1971: Salome (Fernsehfilm) - 1971: Warnung vor einer heiligen Nutte - 1971: Macbeth Oper von Rosa von Praunheim (Fernsehfilm) - 1972: Der Tod der Maria Malibran - 1972: Was die Rechte nicht sieht, kommt erst recht aus dem Ohr heraus (Fernsehfilm) - 1973: Willow Springs (Fernsehfilm) - 1973: Welt am Draht (Fernseh-Zweiteiler) - 1973–1976: Goldflocken (Les flocons d’or) | - 1974: Die letzten Tage von Gomorrha (Fernsehfilm) - 1974: Der schwarze Engel (Fernsehfilm) - 1975: Glutmensch (Fernsehfilm) - 1979: Bildnis einer Trinkerin - 1980: Berlin Alexanderplatz (Fernsehserie) - 1980: Palermo oder Wolfsburg - 1980: Taxi zum Klo - 1981: Tatort: Beweisaufnahme - 1981: Tag der Idioten - 1981: Freak Orlando - 1981: Liebeskonzil - 1982: Macumba (auch Mitautorin) - 1982: Die Zeit dazwischen (Fernsehfilm) - 1983: Die flambierte Frau - 1983: Pankow ’95 (Fernsehfilm) - 1983: Kiez – Aufstieg und Fall eines Luden - 1984: Dorian Gray im Spiegel der Boulevardpresse - 1986: Der Rosenkönig |